# Osmička žije
Osmička žije (zkratka 8žije) je česká politická strana působící v komunální politice Prahy 8, vedená Tomášem Němečkem. V opozici sdružení kritizovalo např. protiprávní rozhodování radnice v oblasti dopravy, pomalé a nehospodárné opravy městských bytů nebo prodeje městského majetku pod cenou. V létě 2021 obnovili členové sdružení promítání v libeňském kině Humanita.

## Účast ve volbách
Sdružení se utvořilo před volbami do zastupitelstev obcí v roce 2018 a sbíralo podpisy občanů pro podporu své kandidatury. Ve volbách skončilo se ziskem 14,72 % třetí za ODS a Piráty, a ziskem osmi zastupitelských mandátů. Vyjednávalo s Piráty, TOP 09, STAN a Patrioty o koalici, TOP 09 a STAN však nakonec upřednostnily koalici s ODS a Patrioty podporovanou ANO, a zastupitelé za 8žije tak skončili v opozici. V červnu 2022 se ze sdružení stala politická strana.
Do voleb do zastupitelstva Prahy 8 v roce 2022 8žije kandidovalo společně s celopražským uskupením Praha sobě pod názvem 8žije a Praha sobě. Tato kandidátka se s 17 % hlasů umístila na 3. místě za ODS a ANO se ziskem 9 mandátů. Osmička žije zůstala v opozici, protože dosavadní koalice pokračovala ve stejné sestavě spolu s ANO.

## Volební výsledky
V komunálních volbách v Praze 8 mělo sdružení následující výsledky:
| Volby | Hlasy   | Hlasy | Mandáty | Mandáty | Pozice | Postavení | Poznámky                                        |
| Volby | Abs.    | %     | Abs.    | ±       | Pozice | Postavení | Poznámky                                        |
| ----- | ------- | ----- | ------- | ------- | ------ | --------- | ----------------------------------------------- |
| 2018  | 207 116 | 14,7  | 8/45    | ▲8      | ▲3.    | Opozice   |                                                 |
| 2022  | 139 614 | 17    | 9/45    | ▲1      | ▬3.    | Opozice   | Kandidatura společně se subjektem Praha 8 sobě. |